# Гаудио, Тони
Тони Гаудио (англ. Tony Gaudio; 20 ноября 1883 — 10 августа 1951) — американский оператор-постановщик итальянского происхождения, первым применил последовательность монтажа при создании фильмов.

## Биография
Гаэтано Антонио Гаудио родился 20 ноября 1883 в городе Козенца (Италия). Он начал свою карьеру съемками итальянских короткометражных кинолент. Переехал в Нью-Йорке в 1906 году и работал на киностудии «Vitagraph» с 1909, пока не начал снимать короткометражные фильмы. Его работа включает «Ангелы ада» (1930), «Маленький Цезарь» (1931), «Леди, которая решилась» (1931), «Тигровая акула» (1932), «Повесть о Луи Пастере» (1936), «Жизнь Эмиля Золя» (1937), «Приключения Робин Гуда» (1938), «Высокая Сьерра» (1941) и «Дни славы» (1944).
Гаудио был фаворитом Бетт Дейвис и работал над одиннадцатью её фильмами, в том числе «Экс-леди», «Туман над Фриско», «Город на границе», «Сестры», «Письмо», и «Большая ложь».
Гаудио выиграл премию Американской киноакадемии за лучшую операторскую работу над фильмом «Энтони Несчастный» и был номинирован ещё пять раз («Ангелы ада» (1930), «Хуарес» (1939), «Письмо» (1940), «Корвет K-225» (1943), и «Песня на память» (1945)). Он был одним из основателей Американского общества кинооператоров.
Тони Гаудио похоронен на кладбище «Hollywood Forever» в Голливуде, штат Калифорния.

## Избранная фильмография
- 1919 — Красный фонарь / The Red Lantern (реж. Альбер Капеллани)
- 1926 — Соблазнительница / The Temptress (реж. Фред Нибло)
- 1927 — Два аравийских рыцаря / Two Arabian Knights (реж. Льюис Майлстоун)
- 1928 — Рэкет / The Racket (реж. Льюис Майлстоун)
- 1929 — Тигровая роза / Tiger Rose (реж. Джордж Фицморис)
- 1930 — Ангелы ада / Hell’s Angels (реж. Говард Хьюз)
- 1931 — Маленький Цезарь / Little Caesar (реж. Мервин Лерой)
- 1932 — Маска Фу Манчу / The Mask of Fu Manchu (реж. Чарльз Брэбин)
- 1934 — Дело о драконе-убийце / The Dragon Murder Case (реж. Х. Брюс Хамберстоун)
- 1935 — Повесть о Луи Пастере / The Story of Louis Pasteur (реж. Уильям Дитерле)
- 1936 — Энтони Несчастный / Anthony Adverse (реж. Мервин Лерой)
- 1937 — Жизнь Эмиля Золя / The Life of Emile Zola (реж. Уильям Дитерле)
- 1937 — Новый рассвет / Another Dawn (реж. Уильям Дитерле)
- 1937 — Кид Галахад / Kid Galahad (реж. Майкл Кёртис)
- 1938 — Удивительный доктор Клиттерхаус / The Amazing Dr. Clitterhouse (реж. Анатоль Литвак)
- 1938 — Утренний патруль / The Dawn Patrol (реж. Эдмунд Гулдинг)
- 1938 — Приключения Робин Гуда / The Adventures of Robin Hood (реж. Майкл Кёртис, Уильям Кейли)
- 1939 — Хуарес / Juarez (реж. Уильям Дитерле)
- 1940 — Письмо / The Letter (реж. Уильям Уайлер)
- 1941 — Высокая Сьерра / High Sierra (реж. Рауль Уолш)
- 1941 — Почтительнейше ваш / Affectionately Yours (реж. Ллойд Бэкон)
- 1941 — Великая ложь / The Great Lie (реж. Эдмунд Гулдинг)
- 1943 — Корвет K-225 / Corvette K-225 (реж. Ричард Россон)
- 1944 — Рискованный эксперимент / Experiment Perilous (реж. Жак Турнёр)
- 1944 — Истоки опасности / Background to Danger (реж. Рауль Уолш)
- 1944 — Дни славы / Days of Glory (реж. Жак Турнёр)